# غریب‌آباد (پشتکوه)
غریب‌آباد روستایی در دهستان پشتکوه بخش مرکزی شهرستان خاش استان سیستان و بلوچستان ایران است.

## جمعیت
بر پایه سرشماری عمومی نفوس و مسکن در سال ۱۳۹۵ جمعیت این مکان ۱۳۸ نفر (۵۱خانوار) بوده‌است.